# 마리아 슈나이더 (작곡가)
마리아 린 슈나이더(영어: Maria Lynn Schneider, 1960년 11월 27일 ~ )는 미국의 작곡가이다.